# Ministerium für Staatsunternehmen
Das Ministerium für Staatsunternehmen (englisch Ministry of Public Enterprises, MPE) war von März 2015 bis Ende 2022 das Ministerium für die Verwaltung staatlicher Unternehmen in Namibia.
Das Ministerium wurde mit Einsetzung des Kabinett Geingob I am 21. März 2015 geschaffen. Minister war Leon Jooste, Vizeminister Engel Nawatiseb. Jooste trat am 30. März 2022 von seinem Amt zurück. Am 8. April 2022 wurde Finanzminister Iipumbu Shiimi interimistisch zum Minister ernannt.
18 Kommerzielle staatliche Unternehmen sollen seit dem 21. Juli 2016 direkt dem Ministerium für Staatsunternehmen und nicht mehr einem einzelnen, inhaltlich zuständigen Ministerium unterstehen. Ein entsprechender Gesetzesvorschlag wurde im September 2018 eingebracht und von vielen Fachministern abgelehnt.
Am 18. November 2021 wurde die Auflösung des Ministeriums binnen 3–4 Monaten bestätigt. Es wurde eine Abteilung des Finanzministeriums.